# Rheumaptera mochica
Rheumaptera mochica là một loài bướm đêm trong họ Geometridae.